# Dennis Weiland
Dennis Weiland (* 30. August 1974 in Hannover) ist ein ehemaliger deutscher Fußballspieler.

## Karriere
Dennis Weiland, der wie sein älterer Bruder Niclas und sein späterer Mitspieler beim 1. FSV Mainz 05 Christof Babatz aus der Jugendabteilung von Germania Grasdorf stammt, stand bereits 1993 kurz vor dem Sprung zur Profimannschaft von Hannover 96. Die Übernahme aus der eigenen Jugend scheiterte an Weilands Schulausbildung, die ihn am Vormittagstraining hinderte. Über die Regionalligisten Sportfreunde Ricklingen, Borussia Dortmund Amateure, Rot-Weiß Oberhausen und SV Arminia Hannover kam Weiland 1999 zum VfL Osnabrück, mit dem er in die 2. Bundesliga auf-, nach einem Jahr aber wieder abstieg.
2001 wechselte Weiland zum Zweitligisten 1. FSV Mainz 05, der kurz zuvor auch seinen Bruder Niclas von Tennis Borussia Berlin unter Vertrag genommen hatte. Dort wurde er erstmals in seiner Karriere dauerhaft Stammspieler. In seiner ersten Saison erzielte Weiland fünf Tore für Mainz – alle fünf Spiele wurden gewonnen, und es war jeweils das erste Mainzer Tor im jeweiligen Spiel. Weilands erstes Tor war gleichzeitig sein erster Ballkontakt überhaupt in einem Mainzer Pflichtspiel. Diese fünf Treffer blieben Weilands einzige Tore in Mainzer Ligaspielen. Im zweiten Jahr war Weiland noch der beste Vorbereiter der 05er, im Aufstiegsjahr 2003/04 verlor er den Anschluss an die Stammelf.
Im Sommer 2006 wechselte Weiland ablösefrei zum Zweitligisten Eintracht Braunschweig. Dort konnte er sich nicht durchsetzen und wechselte nach dem Abstieg von Eintracht Braunschweig zur Saison 2007/08 zum SV Waldhof Mannheim in die Oberliga Baden-Württemberg. Obwohl Weilands Vertrag bis 2010 lief, wurde er von der Vereinsführung im Juli 2008 freigestellt, weil man mit den in der Vorsaison gezeigten Leistungen nicht zufrieden war. Im November 2008 verlor Weiland einen Rechtsstreit mit dem SV Waldhof Mannheim vor dem Mannheimer Arbeitsgericht, mit dem er sein Recht, in der ersten Mannschaft des Vereins mitzutrainieren, einklagen wollte. Im November 2008 kündigte der SV Waldhof Mannheim Weiland fristlos, da er eine Woche unentschuldigt dem Training ferngeblieben war. Weiland klagte erfolgreich gegen die Entlassung und trainierte bis Saisonende mit der Landesligamannschaft des SV Waldhof, kam allerdings nicht mehr zum Einsatz.
Zur Saison 2009/10 wechselte er zum Bezirksoberligisten SV Arminia Hannover. Zu Beginn der Rückrunde beendete Weiland seine aktive Laufbahn und wurde Sportlicher Leiter des Vereins.
Im Juli 2012 wurde er an der Seite von Trainer Sandro Schwarz Co-Trainer beim 1. FC Eschborn in der Regionalliga Südwest. In der Saison 2013/14 war er nach dem Weggang von Schwarz verantwortlicher Trainer beim 1. FC Eschborn.
Weiland studiert Sportwissenschaften an der Johannes Gutenberg-Universität Mainz.